# Martin Davidson
Martin Davidson (Brooklyn, 7 novembre 1939) è un regista e sceneggiatore statunitense.

## Biografia[1]
Davidson nasce a Brooklyn, New York. Si diploma all'Accademia Americana di Arti Drammatiche.
Dopo il diploma, trascorre cinque anni come attore Off-Broadway e nei teatri d'estate, dirigendo anche qualche spettacolo.
Debutta come regista del cinema nel 1974, col film Happy Days - La banda dei fiori di pesco.

## Filmografia

### Regista
- Happy Days - La banda dei fiori di pesco (The Lord's of Flatbush) (1974)
- Almost Summer (1978)
- Eroe offresi (Hero at Large) (1980)
- La banda di Eddie (Eddie and the Cruisers) (1983)
- Call to Glory – serie TV, episodio 1x10 (1984)
- L'onore della famiglia (Our Family Honor) – serie TV, episodi 1x02-1x04-1x07-1x09 (1985)
- Heart of the City – serie TV, episodio 1x06 (1986)
- Prima base (Long Gone) (1987)
- Il cuore di Dixie (Heart of Dixie) (1989)
- Law & Order - I due volti della giustizia (Law & Order) – serie TV, episodio 1x07 (1990)
- My Life and Times – serie TV, episodio 1x04 (1991)
- Hard Promises (1991)
- Relazione mortale (A Murderous Affair: The Carolyn Warmus Story) (1992)
- La famiglia Brock (Picket Fences) – serie TV, episodio 1x18 (1993)
- Seguendo il fiume (Follow the River) (1995)
- Chicago Hope – serie TV, episodio 2x15 (1996)
- Giudice Amy (Judging Amy) – serie TV, episodio 2x03 (2000)
- Looking for an Echo (2000)
- Girls Club – serie TV, episodio 1x?? (2002)

### Sceneggiatore
- Happy Days - La banda dei fiori di pesco (The Lord's of Flatbush) (1974)
- If Ever I See You Again, regia di Joseph Brooks (1978)
- Almost Summer (1978)
- La banda di Eddie (Eddie and the Cruisers) (1983)
- Relazione mortale (A Murderous Affair: The Carolyn Warmus Story) (1992)
- Il sogno di ogni donna (Every Woman's Dream), regia di Steven Schachter (1996)
- Looking for an Echo (2000)

### Produttore
- Il cuore di Dixie (Heart of Dixie) (1989)
- Looking for an Echo (2000)

### Attore
- Happy Days - La banda dei fiori di pesco (The Lord's of Flatbush) (1974)

## Riconoscimenti
- 1988 – ACE Award
  - Vinto Cable's coveted award per il film Prima base[1]